# Vien de Nus
Vien de Nus ist eine autochthone Rotweinsorte der Region Aostatal, Italien. Sie gedeiht in einem Gebiet zwischen den Gemeinden Donnas und Avise und bezieht ihren Namen von der Gemeinde Nus, die einige Kilometer östlich der Stadt Aosta liegt.
Sortenrein ausgebaut ergibt die Vien de Nus Rebe einen dunkelroten Wein mit violetten Reflexen; im Alter entwickelt sich ein granatroter Ton. In Verschnitten mit Rebsorten wie Petit-Rouge findet man Vien de Nus auch in den Weinen Arnad-Montjovet, Donnas, Enfer d’Arvier und Torrette.
Eine im Jahr 2002 veröffentlichte Studie legt den Schluss nah, dass die Sorten Mayolet, Petit-Rouge und Vien de Nus eng verwandt sind und wahrscheinlich von den gleichen Vorfahren abstammen.

## Herkunft
Vien de Nus gehört zu einer Gruppe von Rebsorten, die sich in der geographischen Insellage der Alpenregionen Italiens und des Wallis in der Schweiz halten konnten. Zu dieser Gruppe gehören die folgenden Sorten:
- Rotweinsorten: Bonda, Cornalin d’Aoste, Cornalin du Valais, Crovassa, Durize, Eyholzer, Fumin, Goron de Bovernier, Mayolet, Ner d’Ala, Petit-Rouge, Prëmetta/Prié rouge, Roussin, Roussin de Morgex, Vien de Nus, Vuillermin.
- Weissweinsorten: Completer, Himbertscha, Humagne Blanche, Lafnetscha, Petite Arvine, Planscher, Prié Blanc, Resi.

## Synonyme
Gros Oriou, Gros Oriou de Nus, Gros Orious, Gros Rodzo, Gros Rouge, Gros Vien, Gros Vien de Nus, Oriou Gros, Orious, Pianta di Nus, Plant de Nus, Rouge de Fully, Rouge Male d’Arvier.

## Abstammung
autochthone Sorte im Aostatal

## Phänologische Werte
Die Werte wurden zwischen 1994 und 1998 im Ortsteil Hospice auf einer Höhe von 600 m s.l.m. in einem hängigen Weinberg mit südlicher Ausrichtung erhoben:
- Austrieb: 7. April (siehe hierzu auch den Artikel BBCH-Skala für Weinreben)
- Blüte: 3. Juni
- Reife: 15. August
- Ernte: 22. Oktober